# Atisha
Atiśa Dipamkarashrijnana (Vajrayogini (Bengalen), 982 - Lethan (bij Lhasa), 1054, volgens andere studies: 980-1052) was een boeddhistische leraar die het boeddhisme herintroduceerde in Tibet. Hij studeerde alle tradities van het boeddhisme in India en verbleef twaalf jaar op Sumatra. Hij wordt samen met Marpa tot de belangrijkste personen gerekend die verantwoordelijk waren voor de tweede verspreiding van het boeddhisme in Tibet

## Biografie
Atisha werd in 980 of 982 geboren in Vajrayogini in Bengalen, tegenwoordig Bangladesh en had als kind de naam Chandragarbha. Al vanaf een zeer jonge leeftijd toonde hij een bijzondere aanleg voor Dharma en had meer dan 100 leraren en bestudeerde en praktiseerde alle boeddhistische scholen: Hinayana, Mahayana en Vajrayana
In 1011 ging Atiśa naar Suvarnadwipa op Sumatra en werd een leerling van Candrakirti die hem twaalf jaar onderwees. Na deze studie keerde hij terug naar India waar hij veel leerlingen had en bekendstond om zijn uitzonderlijke kennis.

## Naar Tibet
Na de val van het Tibetaanse rijk in het midden van de negende eeuw was vrijwel iedere vorm van georganiseerd en monastiek boeddhisme in Centraal-Tibet verdwenen. Er waren geen economische en financiële middelen meer aanwezig om het kloosterleven of kostbare vertaalprojecten uit het Sanskriet te financieren. De tweede verspreiding van het boeddhisme in Tibet en een nieuwe fase van vertalen van boeddhistische literatuur uit India begint vanaf eind tiende eeuw. Die herleving van het boeddhisme kreeg met name gestalte in het koninkrijk Guge tijdens de periode van de koning Yeshe-ö (959- 1036). Een  van zijn opvolgers, Jangchub Ö, wist Atisha in 1040 naar Guge te halen.
In Tibet aangekomen schreef Atiśa De lamp op het pad van verlichting Lamrim, een korte tekst waarin alle essentiële stappen naar de verlichting aan de orde komen, en samen met zijn beste leerling Dromtön werd de kadam-school opgericht. Uit deze school is later de gelugschool, de grootste stroming binnen het Tibetaans boeddhisme, ontstaan.

## Overlijden
Atiśa was dertien jaar in Tibet. De laatste vier jaar bracht hij door in de omgeving van Lhasa waar hij 1053 overleed. Op 28 juni 1978 werd zijn as overgebracht naar Dhaka, Bangladesh en geplaatst in Dharmarajika Bauddha Vihara.

## Geschriften
Atisha schreef, vertaalde en bewerkte meer dan tweehonderd boeken die bijgedragen hebben aan de verspreiding van het boeddhisme in Tibet. Hij heeft diverse Sanskriet manuscripten ontdekt in Tibet en gekopieerd en vertaalde veel boeken uit het Sanskriet naar het Tibetaans. Hij schreef zelf ook diverse boeken over boeddhistische, medische wetenschap en technische wetenschap in het Tibetaans. Hoewel Dipankara verschillende boeken geschreven heeft in het Sanskriet, zijn alleen de Tibetaanse vertalingen bewaard gebleven. Negenenzeventig van zijn composities zijn bewaard gebleven in de Tibetaans vertaling in de Tengyur (bstan-sgyur). Zijn belangrijkste boeken zijn:
- Bodhi-patha-pradipa of Bodhipathapradīpa (Tib. Byang-chub lam-gyi sgron-ma)
- Charya-sanggraha-pradipa
- Satya-dvayavatara
- Bodhi-sattva-manyavali
- Madhyamaka-ratna-pradipa
- Mahayana-patha-sadhana-sanggraha
- Shiksa-samuchchaya Abhisamya
- Prajna-paramita-pindartha-pradipa
- Ekavira-sadhana
- Vimala-ratna-lekha